# Championnats de Syrie de cyclisme sur route
Les championnats de Syrie de cyclisme sur route sont les championnats nationaux de cyclisme sur route organisés par la Fédération de Syrie de cyclisme.

## Hommes

### Podiums de la course en ligne
| Année | Vainqueur     | Deuxième      | Troisième           |
| ----- | ------------- | ------------- | ------------------- |
| 2000  | Omar Hasanin  | Mohamad Khodr | Mohamad Ali Ibrahim |
| 2014  | Yalmaz Habash | Nazir Jaser   | Yousef Srouji       |
| 2015  | Nazir Jaser   | Yalmaz Habash | Hazem Hossain       |

### Podiums du contre-la-montre
| Année | Vainqueur    | Deuxième      | Troisième     |
| ----- | ------------ | ------------- | ------------- |
| 2000  | Omar Hasanin | Somar Morched | Mohamad Khodr |
| 2015  | Nazir Jaser  | Hazem Hossain | Yalmaz Habash |

### Course en ligne espoirs
| Année | Vainqueur     | Deuxième | Troisième     |
| ----- | ------------- | -------- | ------------- |
| 2015  | Omar Alhalabe | Ali Ali  | Fadoan Noesar |

### Contre-la-montre espoirs
| Année | Vainqueur     | Deuxième | Troisième     |
| ----- | ------------- | -------- | ------------- |
| 2015  | Omar Alhalabe | Ali Ali  | Fadoan Noesar |